# Christine Truman
Christine Truman-Janes (Woodford Green, 16 januari 1941) is een voormalig tennisspeelster uit het Verenigd Koninkrijk. Zij is de oudere zus van tennisspeelster Nell Truman. In 1959 werd zij op 18-jarige leeftijd toen de jongste winnares van Roland Garros. In 1956 en 1957 was zij Brits juniorenkampioen.
Op 1 december 1967 trad zij in het huwelijk met Gerald T. Janes. Daarna nam zij aan toernooien deel onder de namen Christine Janes en Christine Truman-Janes.
Zij nam elf keer deel aan het Britse Wightman Cup-team: in 1957–1963, 1967–1969 en 1971.
Toen Truman in 1975 actief met tennis was gestopt, werd zij commentator voor de BBC Radio.

## Palmares

### WTA-finaleplaatsen enkelspel
| nr.              | finale     | toernooi      | ondergrond | tegenstandster  | score         |
| ---------------- | ---------- | ------------- | ---------- | --------------- | ------------- |
| gewonnen finales |            |               |            |                 |               |
| 1.               | 1958-09-28 | WTA Berkeley  | hardcourt  | Darlene Hard    | 6-2, 6-4      |
| 2.               | 1959-05-10 | WTA Rome      | gravel     | Sandra Reynolds | 6-0, 6-1      |
| 3.               | 1959-05-31 | Roland Garros | gravel     | Zsuzsa Körmöczy | 6-4, 7-5      |
| verloren finales |            |               |            |                 |               |
| 1.               | 1959-09-14 | US Open       | gras       | Maria Bueno     | 1-6, 4-6      |
| 2.               | 1961-06-17 | WTA Beckenham | gras       | Margaret Smith  | 3-6, 6-4, 6-8 |
| 3.               | 1961-07-08 | Wimbledon     | gras       | Angela Mortimer | 6-4, 4-6, 5-7 |
| 4.               | 1962-11-17 | WTA Adelaide  | gras       | Margaret Smith  | 1-6, 2-6      |
| 5.               | 1968-06-01 | WTA Surbiton  | gras       | Judy Tegart     | 8-10, 4-6     |
| 6.               | 1969-07-20 | WTA Hoylake   | gras       | Virginia Wade   | 6-0, 4-6, 6-8 |

### WTA-finaleplaatsen vrouwendubbelspel
| nr.              | finale     | toernooi        | ondergrond    | partner              | tegenstandsters                 | score         |
| ---------------- | ---------- | --------------- | ------------- | -------------------- | ------------------------------- | ------------- |
| gewonnen finales |            |                 |               |                      |                                 |               |
| 1.               | 1958-05-11 | WTA Rome        | gravel        | Shirley Bloomer      | Mary Hawton Thelma Coyne-Long   | 6-3, 6-2      |
| 2.               | 1960-02-01 | Australian Open | gras          | Maria Bueno          | Lorraine Coghlan Margaret Smith | 6-2, 5-7, 6-2 |
| 3.               | 1961-06-17 | WTA Beckenham   | gras          | Ann Haydon           | Margaret Smith Lesley Turner    | 3-6, 7-5, 9-7 |
| 4.               | 1968-04-27 | WTA Bournemouth | gravel        | Nell Truman          | Annette van Zyl Fay Toyne       | 6-4, 6-3      |
| 5.               | 1971-06-12 | WTA Beckenham   | gras          | Nell Truman          | Zaiga Jansone Olga Morozova     | 6-3, 9-7      |
| verloren finales |            |                 |               |                      |                                 |               |
| 1.               | 1958-09-28 | WTA Berkeley    | hardcourt     | Thelma Coyne-Long    | Maria Bueno Darlene Hard        | 2-6, 2-6      |
| 2.               | 1959-07-03 | Wimbledon       | gras          | Beverly Baker-Fleitz | Jeanne Arth Darlene Hard        | 6-2, 2-6, 3-6 |
| 3.               | 1960-09-25 | WTA Los Angeles | hardcourt     | Ann Haydon           | Maria Bueno Darlene Hard        | 6-4, 5-7, 3-6 |
| 4.               | 1960-10-02 | WTA Berkeley    | hardcourt     | Ann Haydon           | Maria Bueno Darlene Hard        | 2-6, 2-6      |
| 5.               | 1962-11-17 | WTA Adelaide    | gras          | Madonna Schacht      | Robyn Ebbern Margaret Smith     | 2-6, 2-6      |
| 6.               | 1967-07-22 | WTA Hoylake     | gras          | Virginia Wade        | Helen Gourlay Judy Tegart       | 4-6, 3-6      |
| 7.               | 1968-11-16 | WTA Londen      | hardcourt (i) | Nell Truman          | Mary-Ann Eisel Winnie Shaw      | 2-6, 3-6      |
| 8.               | 1969-07-20 | WTA Hoylake     | gras          | Nell Truman          | Virginia Wade Joyce Williams    | 3-6, 4-6      |

## Resultaten grandslamtoernooien
| Legenda | Legenda                          |
| ------- | -------------------------------- |
| g.t.    | geen toernooi gehouden           |
| l.c.    | lagere categorie                 |
| –       | niet deelgenomen                 |
| G       | uitgeschakeld in de groepsfase   |
| 1R      | uitgeschakeld in de eerste ronde |
| 2R      | uitgeschakeld in de tweede ronde |
| 3R      | uitgeschakeld in de derde ronde  |
| 4R      | uitgeschakeld in de vierde ronde |
| KF      | uitgeschakeld in de kwartfinale  |
| HF      | uitgeschakeld in de halve finale |
| F       | de finale verloren               |
| W       | het toernooi gewonnen            |
| w-v     | winst/verlies-balans             |

### Enkelspel
| Australian Open | –  | –  | –  | HF | –  | –  | 2R | –  | 3R | –  | –  | –  | –  | –  | –  |
| Roland Garros   | 1R | KF | W  | –  | KF | 4R | HF | KF | –  | 3R | –  | –  | –  | –  | –  |
| Wimbledon       | HF | 4R | 4R | HF | F  | 3R | 4R | 2R | HF | 1R | 2R | 4R | 4R | 1R | 3R |
| US Open         | 3R | KF | F  | HF | KF | –  | KF | –  | –  | –  | –  | 3R | –  | –  | –  |

### Vrouwendubbelspel
| Australian Open | –  | –  | –  | W | –  | –  | –  | –  | 2R | –  | –  | –  | –  | –  | –  | –  |
| Roland Garros   | 2R | –  | HF | – | KF | –  | 2R | KF | –  | –  | 3R | –  | –  | –  | –  | –  |
| Wimbledon       | 3R | 3R | F  | – | 3R | 2R | 1R | 1R | KF | 2R | 2R | 1R | KF | 1R | 2R | 1R |
| US Open         | –  | HF | –  | – | –  | –  | –  | –  | –  | –  | –  | –  | 1R | –  | –  | –  |

### Gemengd dubbelspel
| Australian Open | –  | HF | –  | –  | –  | –  | KF | –  | –  | –  | –  | –  | –  | –  |
| Roland Garros   | 2R | –  | –  | –  | –  | –  | –  | –  | HF | –  | –  | –  | –  | –  |
| Wimbledon       | –  | 3R | 2R | 1R | 4R | 2R | 3R | 2R | 4R | 2R | 2R | 2R | 1R | 1R |
| US Open         | –  | –  | –  | –  | –  | –  | –  | –  | –  | –  | KF | –  | –  | –  |